# Walter Hartz
Walter Hartz (* 14. Mai 1903 in Elmshorn; † 12. Februar 1994 in Schleswig) war ein deutscher Jurist und Richter, zuletzt Präsident des Schleswig-Holsteinischen Oberlandesgerichts in Schleswig.

## Leben und Wirken

### Im Kaiserreich
Hartz wurde 1903 als jüngster von fünf Söhnen in Elmshorn geboren. Der Vater hatte dort einen Friseurladen und betrieb nebenbei einen Tabakwaren- und Briefmarkenhandel. 1904 zog die Familie nach Kiel, wo der Vater einen Eiergroßhandel versuchte. 1906 wechselte die Familie nach Neumünster, wo der Vater nun Vertretungen für Margarinefabriken übernahm und Käserezepte an deutsche Farmer in Deutsch-Südwestafrika verkaufte.
Zu Ostern 1909 wurde Hartz eingeschult, und zwar in die gerade neu erbaute 1. Knaben-Mittelschule, heutige Wilhelm-Tanck-Schule. 
Im Herbst 1917 fuhr Hartz mit der Bahn mehrfach von Neumünster nach Rickling und ging zu Fuß nach Fehrenbötel zum „Hamstern“ bei Bekannten. In der Schule fiel häufiger der Unterricht aus, wenn die oberen Klassen zum Laubheusammeln auszogen. Im letzten Kriegswinter gab es keine Kohle mehr und die Schule konnte nicht beheizt werden. 
Im Winterhalbjahr 1917/18 ging Hartz zum Konfirmandenunterricht und wurde im März 1918 konfirmiert. Die Aufnahmeprüfung für den Eintritt in die Obersekunda der Oberrealschule bestand er nicht. Er wurde in die Untersekunda aufgenommen, was seinen Schulaufenthalt um ein Jahr verlängerte.

### In der Weimarer Republik
In Untersekunda hatte Hartz gute Freunde gefunden, durch die er 1919 in die Jugendbewegung „Wandervogel“ hineinkam. Bis weit in die Studienzeit war er dort aktiv und brachte es bis zum Gauführer.
Im Abitur im März 1922 wurde Hartz von der mündlichen Prüfung befreit und erhielt ein gutes Abiturzeugnis.
Anfang Mai 1922 schrieb Hartz sich an der Christian-Albrechts-Universität zu Kiel in Volkswirtschaft ein und hörte Einführungsvorlesungen sowohl in Volkswirtschaft als auch in Jura. Schon im zweiten Semester wechselte er ganz zum juristischen Studium. Er studierte u. a. bei Wedemeyer, Pappenheim, Radbruch und Jellinek. 
In den ersten Semesterferien arbeitete Hartz als Werkstudent auf der Zeche „Prosper III“ in Bottrop und wurde dort als „Gedingeschlepper“ eingesetzt. Durch Reinhard Todsen, den Sohn des Flensburger Oberbürgermeisters Hermann Bendix Todsen, kam Hartz in den Genuss einer monatlichen Studienförderung von elf schwedischen Kronen, die ein Stockholmer Damenkränzchen an bedürftige deutsche Studenten vergab.
Im Sommersemester 1923 und Wintersemester 1923/24 studierte Hartz Jurisprudenz in Freiburg im Breisgau u. a. bei Heinrich Hoeniger, bei Nadler und v. Schwerin. Er hörte auch Vorlesungen des Germanisten Witkop.
Im Sommersemester 1924 studierte Hartz wieder in Kiel und wurde in das neu eröffnete Bergmann-Haus im Hotel Bellevue aufgenommen. Er gehörte zu einer Arbeitsgruppe mit Kuhlgatz, Dahm, Wessel und Rissom. 
Der Wohltäter Bergmann, Zuckerfabrikant aus Wien, richtete für das Wintersemester 1924/25 einen Studentenaustausch mit der Konsularakademie in Wien ein. Hartz hörte dort Hans Kelsen und Othmar Spann: „die beiden größten Gegensätze, die man sich vorstellen konnte“. Durch Othmar Pentz wurde Hartz Mitglied der sudetendeutschen Hochschulgilde „Thule“ unter der Leitung von Josef Lob.
Das siebte Semester verbrachte Hartz wieder in Kiel und meldete sich danach zum Examen am 4. und 5. Februar 1926.
Noch im Februar 1926 wurde Hartz als Referendar für drei Monate der Staatsanwaltschaft bei dem Landgericht Kiel zugeteilt. In dieser Zeit, am 6. März 1926, starb sein Vater. Die angespannte finanzielle Lage entspannte sich durch den Unterhaltszuschuss, den Hartz als Referendar bekam, und durch eine Anstellung als Assistent bei Professor Jellinek. Hartz durchlief die üblichen Ausbildungsstationen: nach der Staatsanwaltschaft sechs Monate „kleines“ Amtsgericht in Neumünster; dann Landgericht Kiel, sechs Monate Zivilkammer, drei Monate Strafkammer; dann sechs Monate „großes“ Amtsgericht (freiwillige Gerichtsbarkeit), auch in Kiel. Darauf folgten sechs Monate Anwaltsstation und schließlich sechs Monate Oberlandesgericht in Kiel bis Februar 1929. Nach Abgabe der beiden Hausarbeiten (praktisch und theoretisch) bestand Hartz am 29. August 1929 die zweite Prüfung im Reichsjustizministerium in Berlin. 
Im Frühsommer 1927 hatte sich Hartz mit Ingeborg Meßtorff verlobt und im Dezember 1927 sein Doktorexamen bestanden – die Dissertation hatte er zum Thema „Die Tarifierbarkeit der Lehrlingsentschädigung“ geschrieben. Nach der zweiten juristischen Staatsprüfung erhielt Hartz eine bezahlte Stelle beim Landgericht Kiel. Die zunehmende politische Unruhe der Zeit drang bis in die Gerichtssäle vor. Die Strafgerichte hatten mit den dauernden, oft blutig ausgehenden Schlägereien zwischen politischen Gegnern viel zu tun. Interessanter und von allgemeinerer Bedeutung war eine 1932 vor der Zivilkammer des Landgerichts Kiel anhängige Sache, bei der Hartz als Berichterstatter fungierte. Die SPD-Geschichtswerkstatt berichtete darüber:

„1932 strengte Adolf Hitler einen Prozess gegen die VZ und ihren Chefredakteur Kurt Wurbs an. Wurbs hatte im März 1932 geschrieben, Hitler bereite den Bürgerkrieg vor. Dagegen wehrte sich die NSDAP, indem sie beim Amtsgericht eine einstweilige Verfügung auf Unterlassung dieser Behauptung beantragte. Durch eine eidesstattliche Erklärung zu seinen ‚friedlichen Absichten‘ erreichte Hitler die Aufrechterhaltung dieser Verfügung. Zur folgenden Hauptverhandlung wollte der Anwalt der VZ, Wilhelm Spiegel, ihn persönlich vorladen. An seiner Stelle trat jedoch SA-Chef Ernst Röhm auf und behauptete, von der Vorbereitung eines Bürgerkrieges könne keine Rede sein. Das Gericht folgte dieser Behauptung und ignorierte Spiegels Hinweise auf den zunehmenden, vor allem von der SA ausgehenden Straßenterror. Die Nationalsozialisten gewannen den Prozess.“

Hartz hatte am 10. Mai 1930 in Neumünster geheiratet. Ernst Kracht, damals Landrat in Heide, war der Onkel der Braut. Am 4. März 1932 kam die Tochter Renate zur Welt. Am 1. Oktober 1932 wurde Hartz auf eine Amtsgerichtsratsstelle in der schleswig-holsteinischen Stadt Altona (heute Hamburger Bezirk Altona) berufen. In diese Zeit fiel auch die Machtergreifung durch die Nationalsozialisten.

### In der Zeit des Nationalsozialismus
Am 4. März 1934 wurde die Tochter Elisabeth geboren, am 12. Januar 1936 der Sohn Peter. Hartz war zu dieser Zeit noch nicht Parteimitglied geworden und meinte, sich das leisten zu können, weil er schon eine richterliche Planstelle hatte. Im Jahr 1935 meldeten sich bei ihm die ersten Anzeichen der Menièrschen Krankheit, einer Erkrankung des Innenohres, gekennzeichnet durch Anfälle von Schwindel (Vertigo), Hörverlust und Phantomgeräusche (Tinnitus, „Ohrensausen“). Hartz wurde linksseitig taub, aber die ihn belastenden Symptome verschwanden.
1937 erging das Groß-Hamburg-Gesetz. Dadurch wurde Altona von Schleswig-Holstein abgetrennt und zu Hamburg geschlagen. In Hamburg war Rothenberger Justizsenator. Er galt als scharfer Nationalsozialist. Unter solcher Aufsicht wollte Hartz nicht arbeiten. Er erreichte die Versetzung an das Landgericht Lübeck.
Am 28. Oktober 1937 beantragte er die Aufnahme in die NSDAP und wurde rückwirkend zum 1. Mai desselben Jahres aufgenommen (Mitgliedsnummer 5.578.537). Am 18. September 1938 wurde das vierte Kind (und die dritte Tochter) Regine in Lübeck geboren. Um die Jahreswende 1938/39 wurde Hartz wieder als Hilfsrichter an das Oberlandesgericht (OLG) in Kiel geholt. Weil man ihn dort gern behalten und befördern wollte, zog die Familie nach Kitzeberg um. Im Februar 1940 wurde Hartz OLG-Rat in Kiel. 
Im September 1940 betreute Hartz für vier Wochen die gerade kriegsbedingt verwaisten Amtsgerichte Ratzeburg und Mölln, während seine Familie zur Erholung im Schwarzwald weilte. Aus dem anschließend geplanten Urlaub mit der Familie in Hinterhäuser wurde nichts. Hartz wurde nach Kiel zurückgerufen, erhielt einen Stellungsbefehl nach Marburg und wurde dort einberufen als Oberkriegsverwaltungsrat im Rang eines Oberstleutnants zur Verwendung im Stab des Militärbefehlshabers für Belgien und Nordfrankreich in Brüssel. Er war dort von November 1940 bis September 1944 tätig.

### In der Bundesrepublik Deutschland
Hartz wurde 1948 OLG-Rat in Kiel. Vom 19. Dezember 1950 bis 13. Juli 1952 war Hartz Richter am Bundesgerichtshof in Karlsruhe, von 1952 bis 1968 Präsident des Schleswig-Holsteinischen Oberlandesgerichts in Schleswig. Viele Jahre lang war er der stellvertretende Vorsitzende des Gemeinsamen Prüfungsamtes der Länder Bremen, Hamburg und Schleswig-Holstein und galt wegen seines Wohlwollens den Prüflingen gegenüber als „die Sonne von Schleswig“. Hartz lebte im Ruhestand in Schleswig.

## Beurteilung
„Der neue Mann in Schleswig war wohl einer der markantesten Chefpräsidenten nach dem Kriege in Schleswig-Holstein: Er war hoch angesehen in der Richter- und Anwaltschaft und war bekannt dafür, daß er die Personalien seiner Richter genauestens kannte. Seine Beurteilungen waren präzise und hart in der Sache, ohne Solidarität zu seinen ‚Untergebenen’ vermissen zu lassen. Als konservativer Jurist war die Vergangenheitsbewältigung schlechthin kein Thema für ihn. Für ihn zählten allein die gezeigten Leistungen und der persönliche Einsatz. Daher förderte er auch ohne Bedenken ehemalige Richter des Sondergerichts Kiel, sofern sie gute Leistungen aufwiesen. Zur jeweiligen politischen Spitze des Justizministeriums pflegte er beste Kontakte. Das Zusammenspiel zwischen ihm und Praetorius in Personalangelegenheiten klappte vorzüglich. Der Richterschaft setzte er seinen Stempel auch auf, soweit es die Repräsentation in der Öffentlichkeit betraf: Selbstbewußtes, aber bescheidenes Auftreten, sich jeder politischen Äußerung enthaltend, um so die ‚Unabhängigkeit’ der ‚3. Gewalt’ deutlich werden zu lassen.“

## Werke
- Die Tarifierbarkeit der Lehrlingsentschädigung. Inaugural-Dissertation zur Erlangung der Doktorwürde der Hohen Rechts- und Staatswissenschaftlichen Fakultät der Christian-Albrechts-Universität zu Kiel, Borna-Leipzig: Universitätsverlag von Robert Noske 1928.
- Das richterliche Prüfungsrecht gegenüber den Verordnungen der belgischen Generalsekretäre während der deutschen Besetzung 1940–1944, in: Otto Bachof, Martin Drath, Otto Gönnenwein, Ernst Walz (Hrsg.): Forschungen und Berichte aus dem Öffentlichen Recht. Gedächtnisschrift für Walter Jellinek, München: Olzog 1955, S. 433–443.
- Zum 25jährigen Bestehen des Bundesfinanzhofs. Verfassungsmäßiges Steuerrecht im Lichte der Rechtsprechung – gestern, heute und morgen, in: Der Betrieb, 1975, S. 2004–2010.
- Lebenserinnerungen, 1977 (unveröffentlicht, im Familienbesitz)
- CEGES / Centre d’Études et de Documentation: Dokumente Dr. Walter Hartz, Militärverwaltung, Oktober 2009 (Online-Fassung)